# Ryan Hanson Bradford
Ryan Hanson Bradford (11 de abril de 1995, Atlanta, Georgia) é um ator norte-americano. Ele é melhor conhecido por seu papel como o Homem de Preto aos 13 anos na série Lost.

## Filmografia
| Filmes | Filmes                            | Filmes                    | Filmes      |
| Ano    | Título Original                   | Título (Brasil)           | Papel       |
| ------ | --------------------------------- | ------------------------- | ----------- |
| 2005   | Stuart Little 3: Call of the Wild | O Pequeno Stuart Little 3 | Vozes       |
| Séries |                                   |                           |             |
| Ano    | Título                            | Papel                     | Episódios   |
| 2003   | Carnivale                         | Ben (jovem)               | 1 episódio  |
| 2003   | Married to the Kellys             | Tom (jovem)               | 1 episódio  |
| 2004   | The Tonight Show with Jay Leno    |                           | 1 episódio  |
| 2004   | Charmed                           | Wyatt                     | 1 episódio  |
| 2006   | The Bold and the Beautiful        | Nick (jovem)              | 3 episódios |
| 2010   | Lost                              | Homem de Preto (aos 13)   | 1 episódio  |